# Stödyta
En stödyta är i klassisk mekanik den yta på vilken en kropp stöder sig. Det är basytan som ligger mellan de yttersta stödpunkterna.
Om resultaten av tyngdkraften och tröghetskraften hamnar utanför stödytan, så börjar kroppen välta.
Ett statiskt föremål faller inte omkull om tyngdpunkten är över stödytan.
Stödytan är den yta under ett föremål som ger föremålets dess stabilitet. Ett bord har stor yta men också stor stödyta under bordet. En pall som har liten yta har också liten stödyta. Tyngdpunkten på en pall är förhållandevis hög, ett bord är på så vis mer stabilt.